# Caddo (Oklahoma)
Caddo es un pueblo ubicado en el condado de Bryan en el estado estadounidense de Oklahoma. En el año 2010 tenía una población de 	997 habitantes y una densidad poblacional de 184,63 personas por km².

## Geografía
Caddo se encuentra ubicado en las coordenadas 34°7′36″N 96°15′56″O / 34.12667, -96.26556 (34.126801, -96.265657).

## Demografía
Según la Oficina del Censo en 2000 los ingresos medios por hogar en la localidad eran de $26,250 y los ingresos medios por familia eran $34,643. Los hombres tenían unos ingresos medios de $27,731 frente a los $18,846 para las mujeres. La renta per cápita para la localidad era de $12,890. Alrededor del 21.1% de la población estaban por debajo del umbral de pobreza.